# Picnic in Africa
Picnic in Africa è un film commedia del 1958 diretto da Werner Jacobs.

## Trama
Un moderno discendente del Barone di Münchhausen si reca in Africa dove vive numerose avventure.